# Parc national des Monts Sibyllins
Le parc national des Monts Sibyllins  (en italien : Parco nazionale dei Monti Sibillini) est une zone créée pour protéger les monts Sibyllins dans les régions Marches et Ombrie en Italie.
Le parc est situé dans les provinces de Macerata, Fermo, Ascoli Piceno et Pérouse.

## Historique
Le parc a été institué en 1993 et la gestion est actuellement assurée par l'Ente Parco Nazionale dei Monti Sibillini, dont le siège est situé à Visso en province de Macerata.

## Géographie
Le parc s'étend sur un territoire d'environ 71 437 ha, sur un terrain surtout montagneux.
Un versant oriental et un occidental sont issus de l'axe central du dorsal des Apennins.
- Le versant oriental est caractérisé par une grande variété de paysages et de zones naturelles préservées. Les fonds des vallées parcourues par les cours d'eau sont caractérisés par d'étroites gorges comme les Gole dell'Infernaccio (it), créés par les activités telluriques et par l'érosion. Dans les hauteurs on trouve surtout des forêts ; les vallées sont majoritairement orientées nord-sud.
- Le versant occidental descend doucement vers l'Ombrie avec en altitude une série de dépressions connue sous le nom de Piani di Castelluccio.

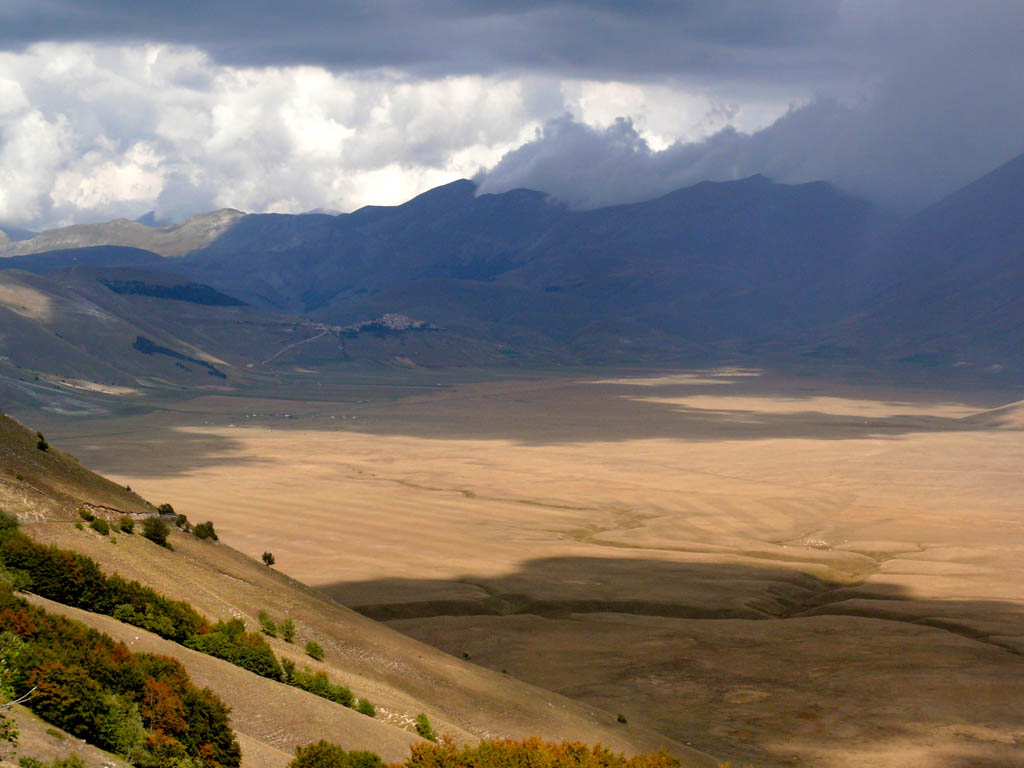
Piani di Castelluccio

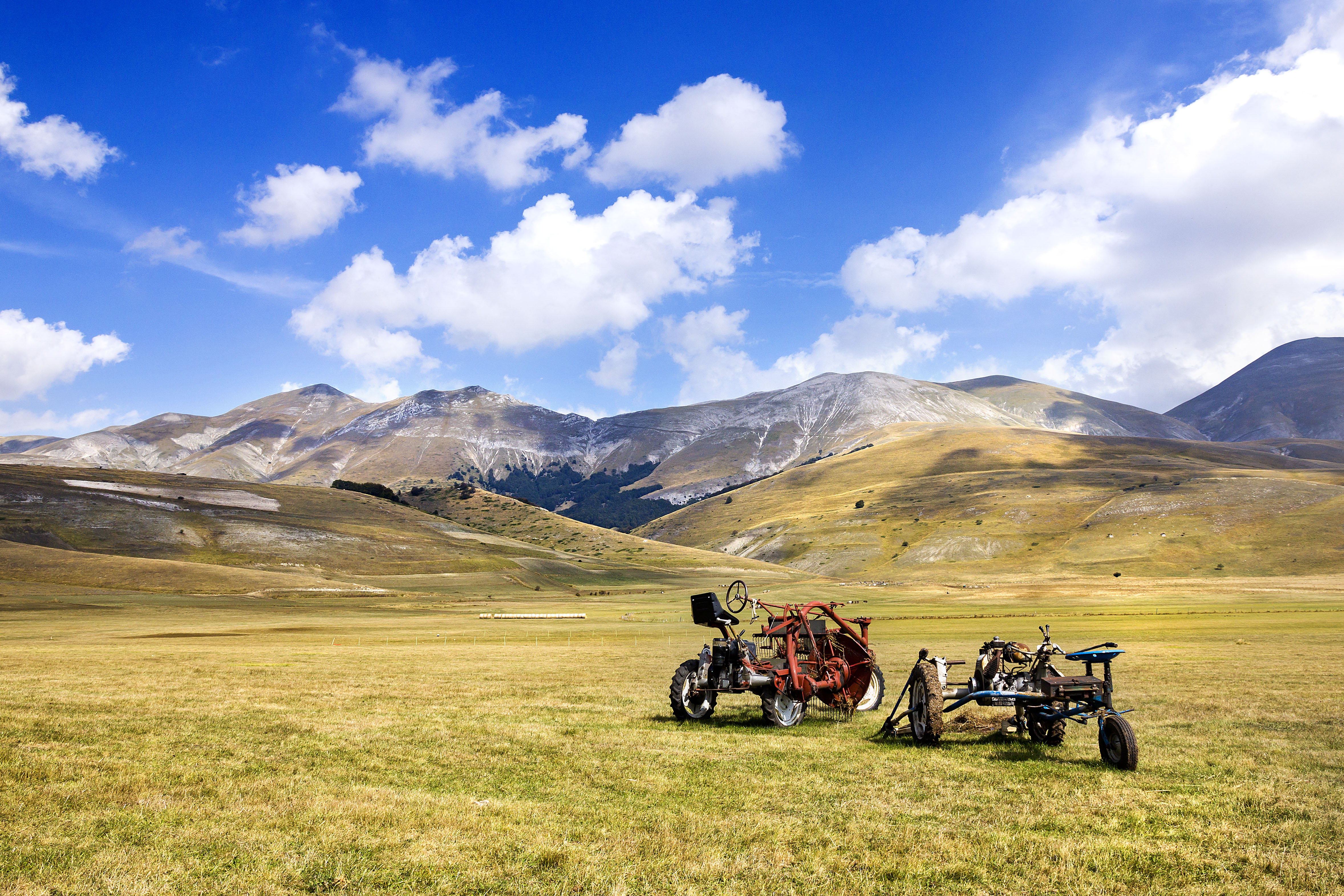
Dans le parc national des Monts Sibyllins. Septembre 2020.

### Communes concernées
- Macerata
  - Acquacanina
  - Bolognola
  - Castelsantangelo sul Nera
  - Cessapalombo
  - Fiastra
  - Fiordimonte
  - Pievebovigliana
  - Pieve Torina
  - San Ginesio
  - Ussita
  - Visso
- Ascoli Piceno
  - Arquata del Tronto
  - Montegallo
  - Montemonaco
- Fermo
  - Amandola
  - Montefortino
- Perugia
  - Norcia
  - Preci

### Montagnes

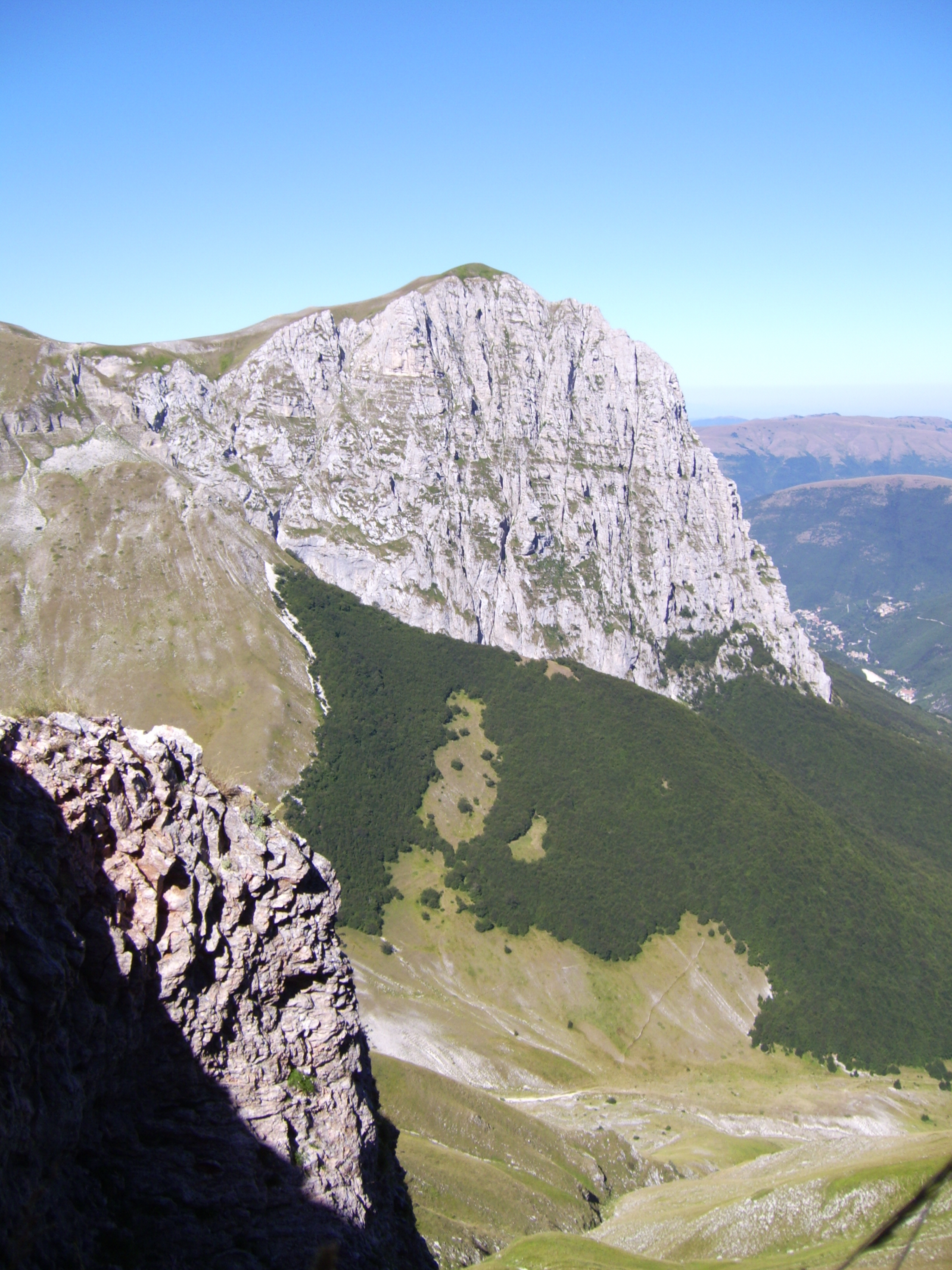
Le versant sud du mont Bove.

La montagne la plus élevée est le Monte Vettore, qui avec ses 2 476 m, domine Castelluccio di Norcia.
Sommets dont l'altitude est supérieure à 2 000 m:
- Cima del Redentore 2 448 m
- Pizzo del Diavolo 2 410 m
- Palazzo Borghese (Montagne) 2 119 m
- Monte Argentella 2 200 m
- Mont Porche 2 233 m
- Mont Sibilla 2 175 m
- Mont Bove 2 100 m
- Mont Priora 2 332 m
- Pizzo Tre Vescovi 2 092 m

### Cours d'eau
Dans le territoire du parc se trouvent les sources de quatre cours d'eau principaux : 
- Aso, Tenna et Fiastrone, qui se jettent dans la mer Adriatique ; le Fiastrone traverse le Lago di Fiastra[4].
- la Nera, qui rejoint le bassin hydrique tyrrhénéen, et se jette dans le Tibre, près d'Orte.

### Le lac de Pilate

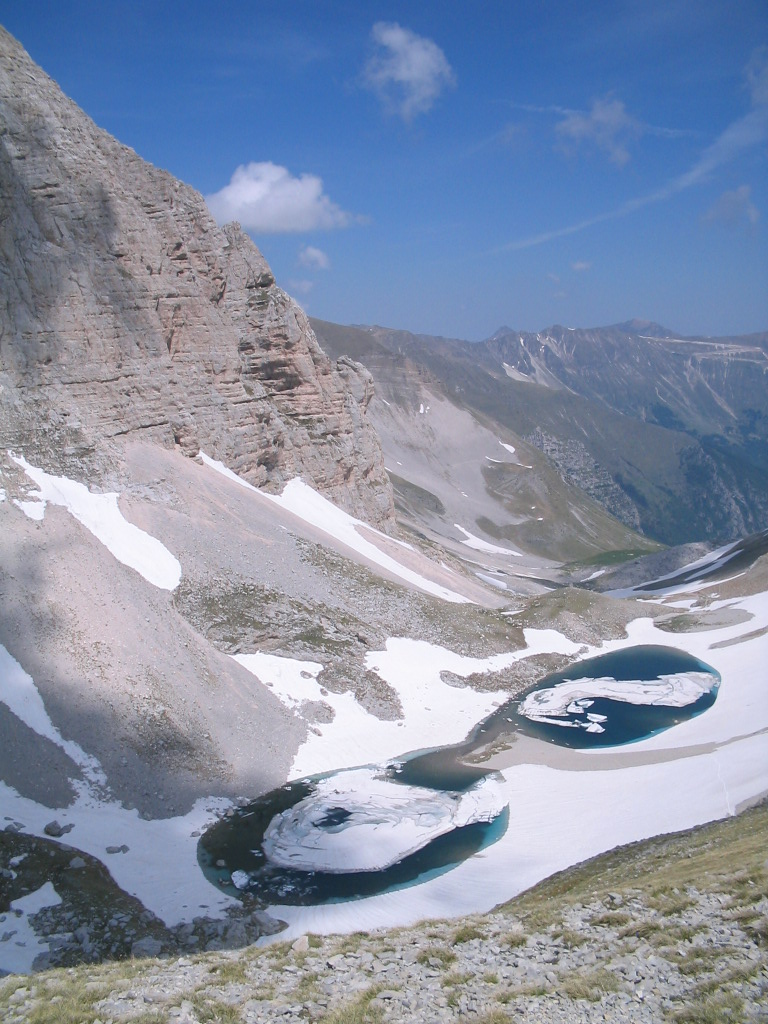
Le lac de Pilate en hiver.

Le lac de Pilate (en italien : Lago di Pilato) est l'unique lac naturel des Marches. Sa surface est variable. Il se trouve au sein d'une profonde vallée en forme de « U » juste en dessous du monte Vettore. Une légende attribue son nom au fait que l'on y aurait déposé la dépouille du procureur romain Ponce Pilate, qui contribua à la crucifixion du Christ. 
Le lac s'est formé à la suite d'un barrage, résultat des restes des coulées de l'ère glaciaire.
Le dernier façonnage de la vallée glaciaire date du Pléistocène supérieur (-125000 à -10000 ans). Il se niche entre des parois montagneuses très abruptes juste en dessous du Monte Vettore. Il est souvent défini comme il lago con gli occhiali (« le lac avec les lunettes »). Cette forme lui est donnée par les deux bassins complémentaires qui se forment quand son niveau d'eau est au maximum.
Le lac abrite le Chirocéphale de Marchesoni (Chirocephalus marchesonii), une espèce de crustacé endémique.

### Faune

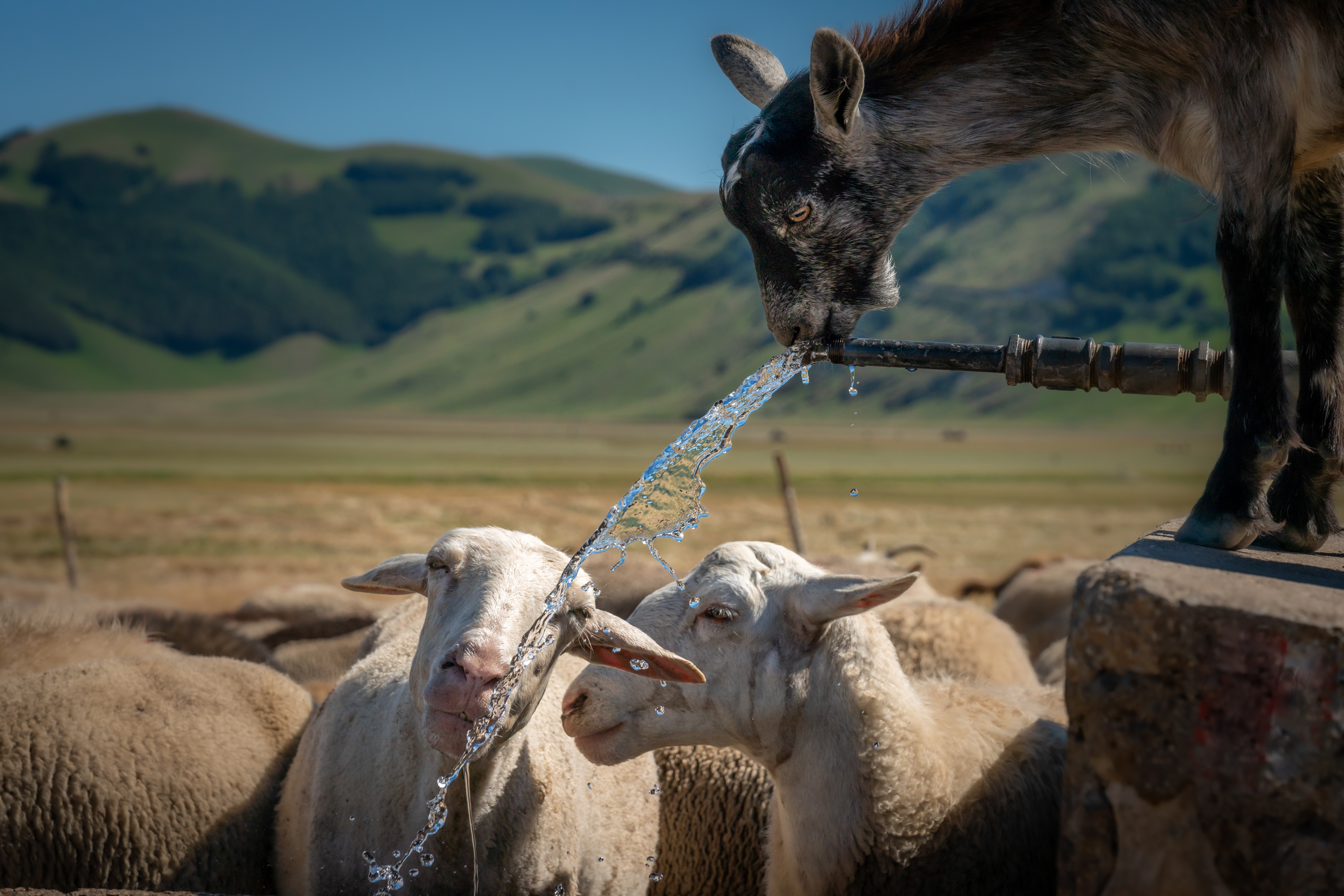
Bétail à la boisson dans le parc national des Monts Sibyllins. Juillet 2020.

## Faune et flore

### Mammifères

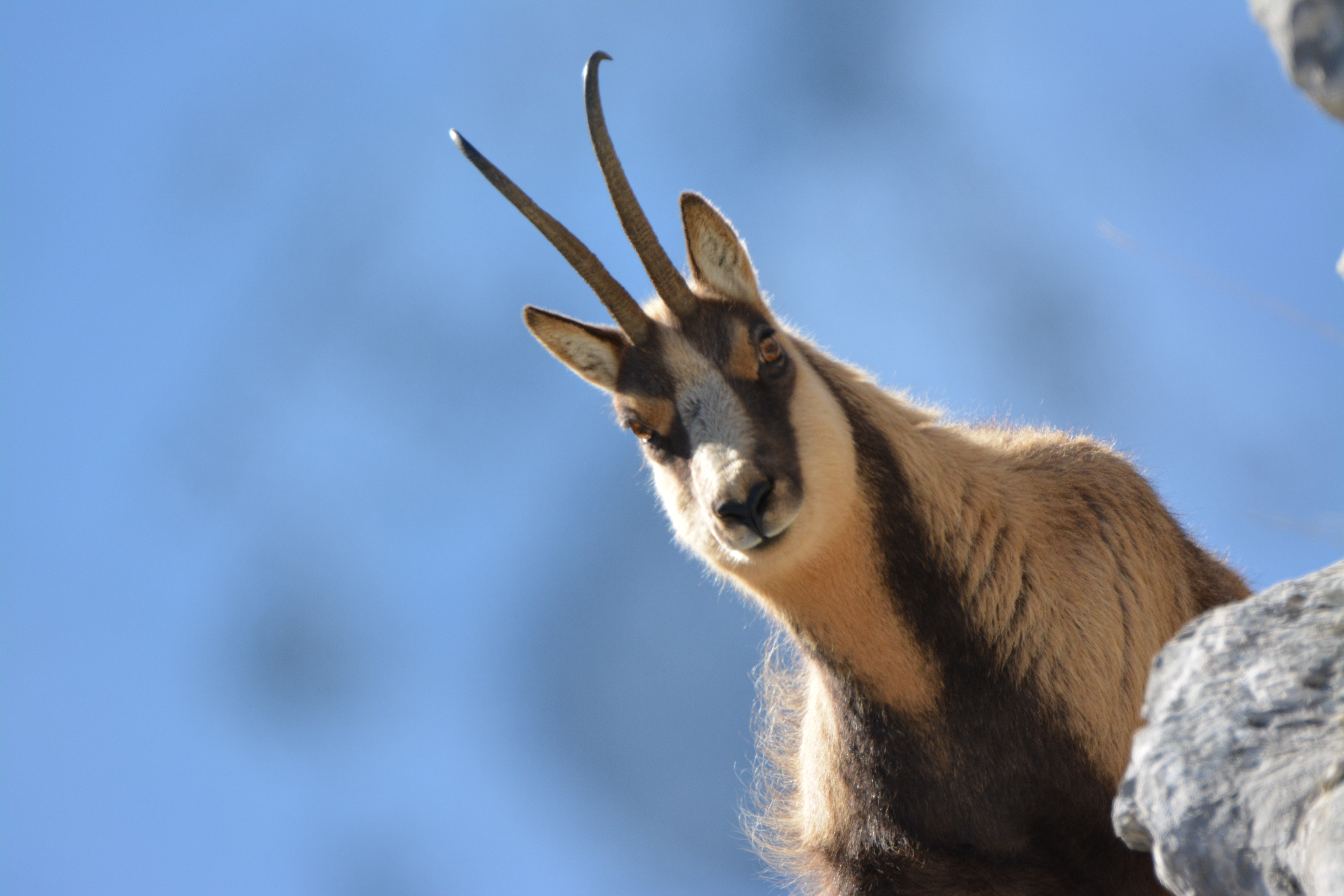
Isard des Apennins

- Isard des Apennins (Rupicapra pyrenaica ornata), réintroduit en 2008.
- Cerf (Cervus elaphus)
- Chevreuil (Capreolus capreolus)
- Sanglier (Sus scrofa)
- Loup (Canis lupus italicus)
- Chat sauvage (Felis silvestris)
- Renard (Vulpes vulpes)
- Blaireau (Meles meles)
- Lièvre (Lepus europaeus)
- Putois (Mustela putorius putorius)
- Écureuil (Sciurus vulgaris subsp. italicus)
- Loir (Glis glis)

### Oiseaux
- Aigle royal (Aquila chrysaetos)
- Faucon pellerin (Falco peregrinus)
- Faucon crécerelle (Falco tinnunculus)
- Buse variable (Buteo buteo)
- Chouette (Athene noctua)
- Pic vert (Picus viridis)

### Reptiles
- Couleuvre à collier (Natrix natrix)
- Vipère (Vipera aspis)
- Vipère d'Orsini (Vipera ursinii)
- Orvet (Anguis fragilis)

### Crustacé
- Chirocéphale de Marchesoni (Chirocephalus marchesonii)

### Flore
- Edelweiss (Leontopodium alpinum),
- Anémone alpine
- Orchidée (Orchidea)
- Chataigner (Castanea sativa)
- Hêtre commun (Fagus sylvatica)
- Érable negundo (Acer negundo)